# Krągłolistka
Krągłolistka (Gyroweisia Schimp.) – rodzaj mchów należący do rodziny płoniwowatych (Pottiaceae Schimp.).

## Systematyka i nazewnictwo
Według The Plant List rodzaj Gyroweisia liczy 16 akceptowanych nazw gatunków oraz ich 4 synonimów.
Wykaz gatunków:
| - Gyroweisia barbula (Schwägr.) Paris - Gyroweisia barbulacea (Müll. Hal.) Broth. - Gyroweisia boliviana R.S. Williams - Gyroweisia cubensis Broth. - Gyroweisia groenlandica (Kindb.) I. Goldberg & Mogensen - Gyroweisia lindigii (Hampe) Broth. - Gyroweisia monterreia R.H. Zander & F.J. Herm. - Gyroweisia nigeriana Egunyomi & Olar. | - Gyroweisia obtusifolia Broth. - Gyroweisia pusilla Broth. - Gyroweisia reflexa (Brid.) Schimp. - Gyroweisia rohlfsiana (Müll. Hal.) Paris - Gyroweisia shansiensis Sakurai - Gyroweisia tenuis (Schrad. ex Hedw.) Schimp. – krągłolistka cienka - Gyroweisia tophicola (Müll. Hal.) Paris - Gyroweisia yuennanensis Broth. |